# كفر أبو متنا
قرية كفر أبو متنا هي إحدى القرى التابعة لمركز ديرب نجم في محافظة الشرقية في جمهورية مصر العربية. حسب إحصاءات سنة 2006، بلغ إجمالي السكان في كفر أبو متنا 5391 نسمة، منهم 2723 رجل و2668 امرأة.